# Le Baiser de la fée
Le Baiser de la fée (The Fairy's Kiss) est un ballet néo-classique en quatre scènes dont la musique a été composée par Igor Stravinsky.
S'inspirant du conte d'Andersen La Reine des neiges, Stravinsky en a fait un hommage à Tchaïkovski, empruntant des thèmes aux œuvres de jeunesse du compositeur.
Chorégraphié par Bronislava Nijinska, le ballet est créé à l'Opéra de Paris le 27 novembre 1928. Les décors et costumes sont d'Alexandre Benois et les principaux interprètes en sont Ida Rubinstein, Anatole Vilzak et Ludmilla Schollar.
L'œuvre connut plusieurs versions successives, dont celles de George Balanchine (1937), John Neumeier (1972) et Maurice Béjart (1985).
L'œuvre est articulée comme suit :
1. 1re scène - Prologue
2. 2e scène - Une fête au village
3. 3e scène - Au moulin : Pas de deux - Adagio - Variation - Coda - Scène
4. 4e scène - Épilogue : Berceuse des demeures éternelles